# Yushima (metropolitana di Tokyo)
Yushima (湯島駅?, Yushima-eki) è una stazione della metropolitana di Tokyo, si trova a Bunkyō. La stazione è servita dalla linea Chiyoda della Tokyo Metro.

## Struttura
La stazione è dotata di una piattaforma a isola con due binari.
| 1 | Linea Chiyoda | per Ōtemachi, Omotesandō, Yoyogi-Uehara e Karakida |
| 2 | Linea Chiyoda | per Ayase, Abiko e Hannō                           |

## Stazioni adiacenti
| «               | Servizio      | »             |
| Linea Chiyoda   | Linea Chiyoda | Linea Chiyoda |
| --------------- | ------------- | ------------- |
| Shin-Ochanomizu | -             | Nezu          |